# KNVB-Pokal 1916/17
Der KNVB-Pokal 1916/17 war die 19. Auflage des niederländischen Fußball-Pokalwettbewerbs. Pokalsieger wurde Zweitligist Ajax Amsterdam. Das Team setzte sich im Finale gegen den Drittligisten VSV Velsen durch.

## Modus
Alle Begegnungen wurden in einem Spiel ausgetragen. Bei unentschiedenem Ausgang wurde zur Ermittlung des Siegers eine Verlängerung von zweimal 7½ Minuten gespielt. Stand danach kein Sieger fest, folgte eine weitere Verlängerung von zweimal 7½ Minuten. War danach immer noch keine Entscheidung gefallen, kam der Auswärtsverein in die nächste Runde. Die Verlängerung wurde beendet, sobald ein Tor fiel.

## 1. Runde
| Datum      |                           | Ergebnis  |                        |
| ---------- | ------------------------- | --------- | ---------------------- |
| 10.09.1916 | Feijenoord Rotterdam      | 2:0       | Vlaardingsche FC       |
| 10.09.1916 | DVS Rotterdam             | 0:3       | ODE Amsterdam          |
| 10.09.1916 | TOP Gouda                 | 3:3 n. V. | EFC Prinses Wilhelmina |
| 10.09.1916 | Doetinchemse FC           | 1:2       | VUC Den Haag           |
| 10.09.1916 | Enschedesche Boys         | 9:0       | HSV Haarlem            |
| 10.09.1916 | SVV Schiedam              | 2:1       | AFC Amsterdam          |
| 10.09.1916 | FC Hilversum              | 0:1       | PEC Zwolle             |
| 10.09.1916 | Hertog Hendrik Arnheim    | 1:3       | HVV Hengelo            |
| 10.09.1916 | Fortuna Vlaardingen       | 2:2 n. V. | HVV Helmond            |
| 10.09.1916 | Victoria Hilversum        | 0:2       | Haarlemse FC EDO       |
| 10.09.1916 | RV & AV Neptunus          | 2:1       | SC Vlissingen          |
| 10.09.1916 | VRA Amsterdam             | 2:3       | VSV Velsen             |
| 10.09.1916 | Zwolsche AC               | 1:6       | VV De Spartaan         |
| 10.09.1916 | DEC Amsterdam             | 2:3       | AFC Quick 1890         |
| 10.09.1916 | NEC Nijmegen              | 1:1 n. V. | RFC Xerxes             |
| 10.09.1916 | TSV Theole                | 4:1       | ZVV Zandam             |
| 10.09.1916 | FC Den Helder             | 1:1 n. V. | VVA Amsterdam          |
| 10.09.1916 | EV & AV De Tubanters 1897 | 0:4       | Ajax Amsterdam         |
| 10.09.1916 | USC Rotterdam             | 2:2 n. V. | Ajax Leiden            |
| 10.09.1916 | DSV Concordia Delft       | 4:5       | BSV Allen Weerbaar     |
| 10.09.1916 | ADO Den Haag              | 2:5       | HVV 't Gooi            |
| 10.09.1916 | WFC Wormerveer            | 2:1       | PSV Eindhoven          |

## 2. Runde
| Datum      |                        | Ergebnis  |                      |
| ---------- | ---------------------- | --------- | -------------------- |
| 17.09.1916 | RV & AV Neptunus       | 0:2       | Feijenoord Rotterdam |
| 17.09.1916 | WFC Wormerveer         | 0:1       | Haarlemse FC EDO     |
| 17.09.1916 | AFC Quick 1890         | 01:0 1    | ODE Amsterdam        |
| 17.09.1916 | SVV Schiedam           | 5:0       | PEC Zwolle           |
| 17.09.1916 | Ajax Amsterdam         | 4:3       | HVV Hengelo          |
| 17.09.1916 | TSV Theole             | 0:5       | VV De Spartaan       |
| 17.09.1916 | EFC Prinses Wilhelmina | 1:2       | VUC Den Haag         |
| 17.09.1916 | HVV 't Gooi            | 4:1       | Ajax Leiden          |
| 17.09.1916 | VSV Velsen             | 4:2       | RFC Xerxes           |
| 17.09.1916 | HVV Helmond            | 1:3       | VVA Amsterdam        |
| 17.09.1916 | Enschedesche Boys      | 2:2 n. V. | BSV Allen Weerbaar   |

## 3. Runde
Teilnehmer: Die elf Sieger der 2. Runde und 24 Teams der ersten Liga 1916/17
| Datum      |                            | Ergebnis  |                       |
| ---------- | -------------------------- | --------- | --------------------- |
| 29.10.1916 | HVV 't Gooi                | 8:1       | VVV-Venlo             |
| 29.10.1916 | BVV Wilhelmina             | 0:2       | Feijenoord Rotterdam  |
| 29.10.1916 | VV De Spartaan             | 1:1 n. V. | UVV Utrecht           |
| 29.10.1916 | Quick Den Haag             | 1:3       | VVA Amsterdam         |
| 29.10.1916 | GVV Velocitas 1897         | 0:5       | VOC Rotterdam         |
| 29.10.1916 | Willem II Tilburg          | 3:4       | Haarlemse FC EDO      |
| 29.10.1916 | Go Ahead Deventer          | 1:1 n. V. | Koninklijke HFC       |
| 29.10.1916 | UC & VV Hercules           | 1:0       | Be Quick Zutphen      |
| 29.10.1916 | Ajax Amsterdam             | 8:1       | HVV Tubantia          |
| 29.10.1916 | SVV Schiedam               | 5:1       | Achilles 1894         |
| 29.10.1916 | Be Quick 1887              | 4:3 n. V. | NAC Breda             |
| 29.10.1916 | VUC Den Haag               | 4:0       | Vitesse Arnheim       |
| 29.10.1916 | VSV Velden                 | 05:0 1    | MVV Maastricht        |
| 29.10.1916 | Dordrechtsche FC           | 5:0       | GVV Forward Groningen |
| 29.10.1916 | AV & CV Robur et Velocitas | 0:1       | Sportclub Enschede    |
| 29.10.1916 | ODE Amsterdam              | 2:1       | MVAV Middelburg       |
| 05.11.1916 | BSV Allen Weerbaar         | 02:1 2    | HFC Haarlem           |
|            | HBS Craeyenhout            | Freilos   |                       |

## 4. Runde
| Datum      |                  | Ergebnis  |                      |
| ---------- | ---------------- | --------- | -------------------- |
| 19.11.1916 | UC & VV Hercules | 2:0       | VUC Den Haag         |
| 19.11.1916 | VSV Velden       | 5:1       | UVV Utrecht          |
| 19.11.1916 | Dordrechtsche FC | 5:1       | BSV Allen Weerbaar   |
| 19.11.1916 | Koninklijke HFC  | 4:1       | Sportclub Enschede   |
| 19.11.1916 | Haarlemse FC EDO | 2:1 n. V. | SVV Schiedam         |
| 19.11.1916 | VOC Rotterdam    | 2:0       | HVV 't Gooi          |
| 19.11.1916 | VVA Amsterdam    | 4:3 n. V. | Be Quick 1887        |
| 19.11.1916 | ODE Amsterdam    | 2:4       | Ajax Amsterdam       |
| 19.11.1916 | HBS Craeyenhout  | 1:1 n. V. | Feijenoord Rotterdam |

## Zwischenrunde
| Datum      |               | Ergebnis  |               |
| ---------- | ------------- | --------- | ------------- |
| 18.03.1917 | VVA Amsterdam | 0:0 n. V. | VOC Rotterdam |

## Viertelfinale
| Datum      |                      | Ergebnis  |                  |
| ---------- | -------------------- | --------- | ---------------- |
| 25.02.1917 | Feijenoord Rotterdam | 5:0       | Haarlemse FC EDO |
| 01.04.1917 | Dordrechtsche FC     | 6:5       | Koninklijke HFC  |
| 01.04.1917 | VOC Rotterdam        | 1:1 n. V. | VSV Velden       |
| 01.04.1917 | UC & VV Hercules     | 0:2       | Ajax Amsterdam   |

## Halbfinale
| Datum      |                  | Ergebnis |                      |
| ---------- | ---------------- | -------- | -------------------- |
| 14.05.1916 | Dordrechtsche FC | 0:3      | Ajax Amsterdam       |
| 28.05.1916 | VSV Velsen       | 2:0      | Feijenoord Rotterdam |

## Finale
| Ajax Amsterdam                                 | Ajax Amsterdam | VSV Velsen | VSV Velsen |
| ---------------------------------------------- | --- | --- | ---------- |
| Ajax Amsterdam                                 | \| 27. Mai 1917 in Amsterdam (Het Houten Stadion) \| \| Ergebnis: 5:0 (2:0) \| \| Schiedsrichter: Jan van den Berg \| \| Spielbericht \|                    | \| 27. Mai 1917 in Amsterdam (Het Houten Stadion) \| \| Ergebnis: 5:0 (2:0) \| \| Schiedsrichter: Jan van den Berg \| \| Spielbericht \|           | VSV Velsen |
| Ajax Amsterdam                                 | Jan Smit – Frans Couton, Fons Pelser – Joop Pelser, Henk Hordijk, Frits Terwee – Jan de Natris, Joop van Dort, Theo Brokmann sr., Rinus Lucas, Wim Gupffert | J. Knegjes – G. Beusekom, J. Offerman – P. Lasschuit, H. Lasschuit, C. Griekspoor – B. Meuldijk, T. Servaas, W. Zwanenburg, J. Traksel, A. Horeman | VSV Velsen |
| Ajax Amsterdam                                 | 1:0 Rinus Lucas (20.) 2:0 Joop van Dort (21.) 3:0 Jan de Natris 4:0 Rinus Lucas 5:0 Theo Brokmann (?, Elfmeter)                                             | | VSV Velsen |
| 27. Mai 1917 in Amsterdam (Het Houten Stadion) | | |            |
| Ergebnis: 5:0 (2:0)                            | | |            |
| Schiedsrichter: Jan van den Berg               | | |            |
| Spielbericht                                   | | |            |